# Jordaniana lactea
Jordaniana lactea är en fjärilsart som beskrevs av Arnold Pagenstecher 1903. Jordaniana lactea ingår i släktet Jordaniana och familjen snigelspinnare. Inga underarter finns listade i Catalogue of Life.